# فرد دين
فرد دين (بالإنجليزية: Fred Dean)‏ هو لاعب كرة قدم أمريكية أمريكي، ولد في 30 مارس 1955 في غينزفيل في الولايات المتحدة.

## وصلات خارجية
- فرد دين على موقع مرجع كرة القدم المحترفة.كوم (الإنجليزية)